# Badalona

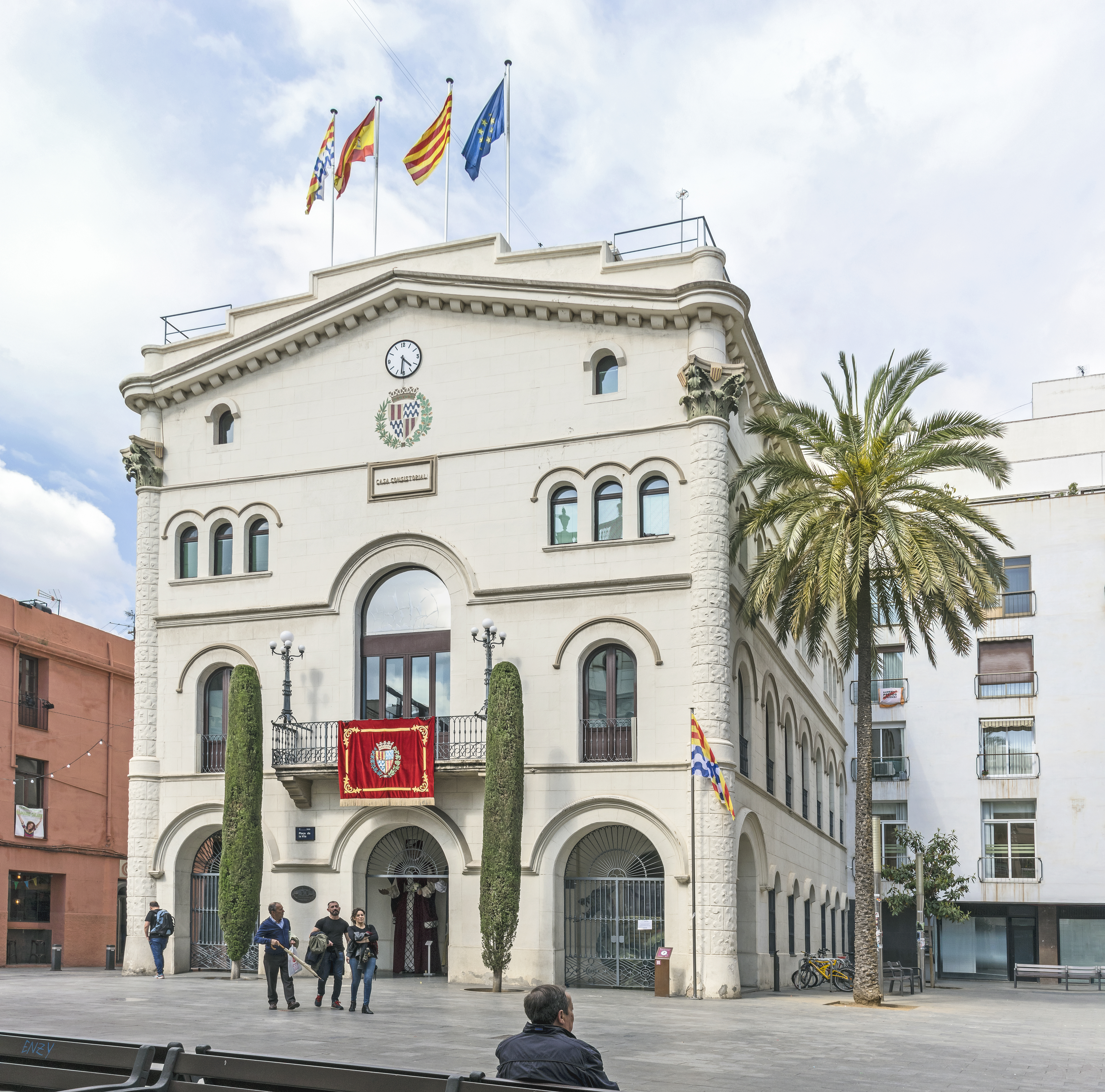
Stadshuset i Badalona.

Badalona (katalanskt uttal: [bəðəˈlonə], spanskt uttal: [baðaˈlona]) är en stad och kommun i provinsen Barcelona i den autonoma regionen Katalonien i nordöstra Spanien. Staden ligger direkt nordost om Barcelona. Kommunen har 227 083 invånare (2024), på en yta av 20,96 km².
Badalona är den tredje största staden i Katalonien efter Barcelona och L'Hospitalet de Llobregat. Staden ligger vid floden Besòs mynning vid Medelhavet. Badalona har vuxit ihop med Barcelona och ingår vad gäller kommunikationer och service helt i Barcelonas storstadsområde.
Staden grundades av romarna under namnet Baetulo och var ett viktigt lokalt centrum före Barcelonas grundläggning. Bland Badalonas historiska byggnader kan klostret Sant Jeroni de la Murtra, som uppfördes på 1600-talet, nämnas.
Vissa platser av intresse är:
- Pavelló Olímpic de Badalona (arenan där basketturneringen i OS i Barcelona 1992 hölls)
- La Rambla
- Carrer de Mar
- Pont del Petroli
- Anís del Mono (den mest kända anisetten, en sorts likör, i Spanien)
- Romerska bad